# Horton-sagaen
Horton-sagaen (engelsk titel: Days of our Lives) er en amerikansk sæbeopera, der første gang blev sendt i USA på NBC 8. november 1965. Serien er blevet vist i Danmark på TV3 siden 1997. Programmet begynder hvert afsnit med sætningen "Like sands through the hourglass, so are the days of our lives." (Som sandkorn gennem timeglasset, således går dagene i vores liv.)
Sæbeoperaen handler om familier i byen Salem. Horton-familien er fra middelklassen, og mange medlemmer af familien er læger. Brady-familien er fra arbejderklassen og ejer en restaurant og et fiskemarked. DiMera-familien er kendt for at inddrage sig selv i kriminalitet og terror. Mange af de skuespillere der er med, bliver skiftet ud hen af vejen, og det er forskelligt, hvilke historier man følger. 